# Онслоу (Ајова)
Онслоу (енгл. Onslow) град је у америчкој савезној држави Ајова. По попису становништва из 2010. у њему је живело 197 становника.

## Демографија
Према попису становништва из 2010. у граду је живело 197 становника, што је -26 (-11.7%) становника више него 2000. године.
| Група             | 2000.       | 2010.       |
| Белци             | 222 (99,6%) | 187 (94,9%) |
| Афроамериканци    | 0 (0,0%)    | 5 (2,5%)    |
| Азијати           | 0 (0,0%)    | 1 (0,5%)    |
| Хиспаноамериканци | 0 (0,0%)    | 2 (1,0%)    |
| Укупно            | 223         | 197         |